# 板谷站
板谷站（日语：／ Itaya eki */?）是位於山形縣米澤市大字板谷582番，東日本旅客鐵道（JR東日本）的奧羽本線（位於愛稱為山形線區間內）車站。

## 歷史
- 1899年（明治32年）5月15日：福島站至米澤站之間開業，此站啟用。
- 1909年（明治42年）10月12日 - 制定路線名稱，此站成為奧羽本線車站。
- 1984年（昭和59年）
  - 2月1日：終止貨物起卸業務。
  - 12月1日：成為無人車站。但是福島站仍然派遣車站職員至此站進行售票業務。
- 1987年（昭和62年）4月1日：伴隨國鐵分割民營化，車站由東日本旅客鐵道（JR東日本）營運。
- 1990年（平成2年）
  - 8月31日：當日米澤站派遣車站職員至此站進行檢票業務。
  - 9月1日：隨著山形新幹線啟用，廢止折返式設施和遷移車站。

## 車站構造

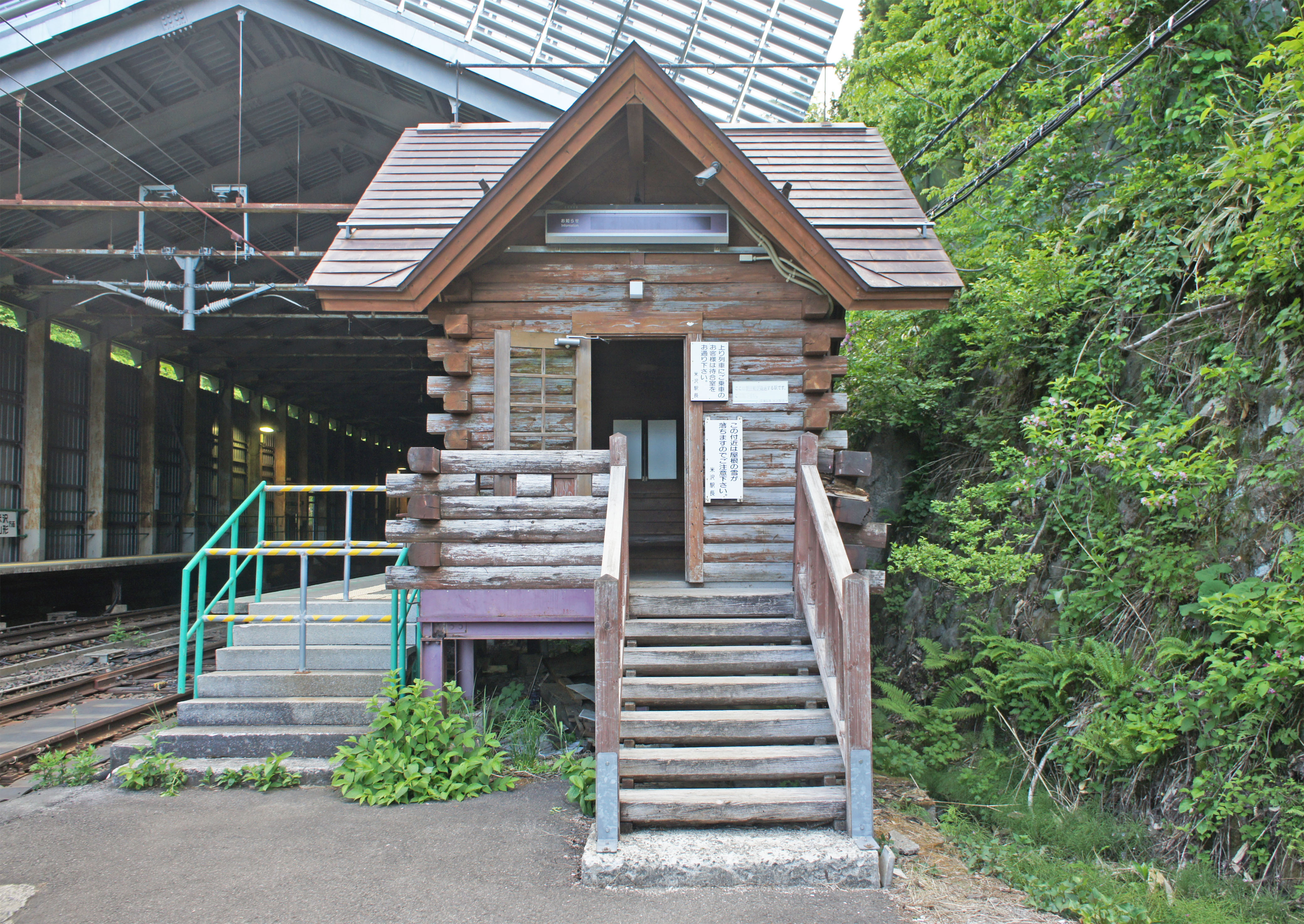
候車室(2022年5月)

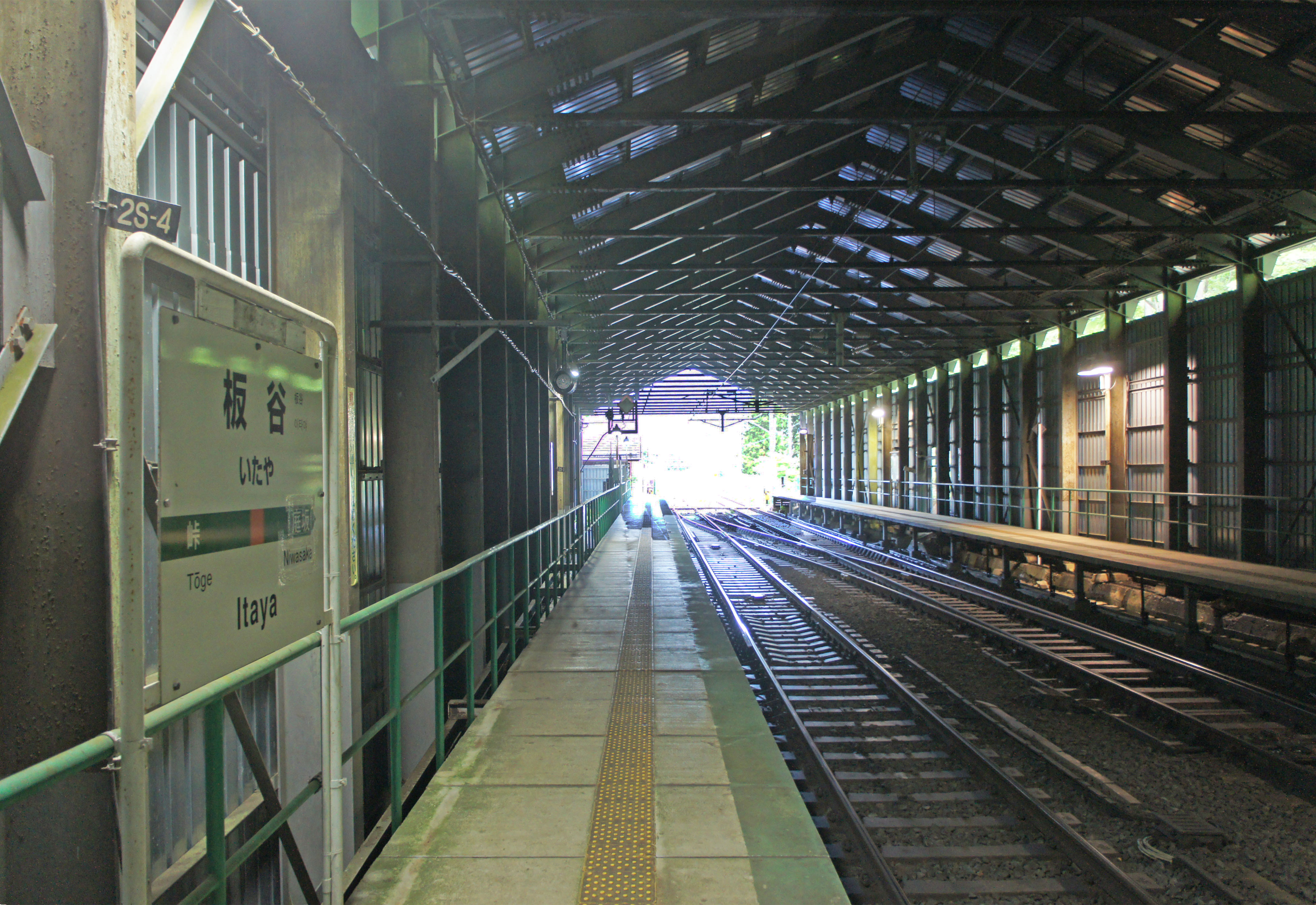
月台(2022年5月)

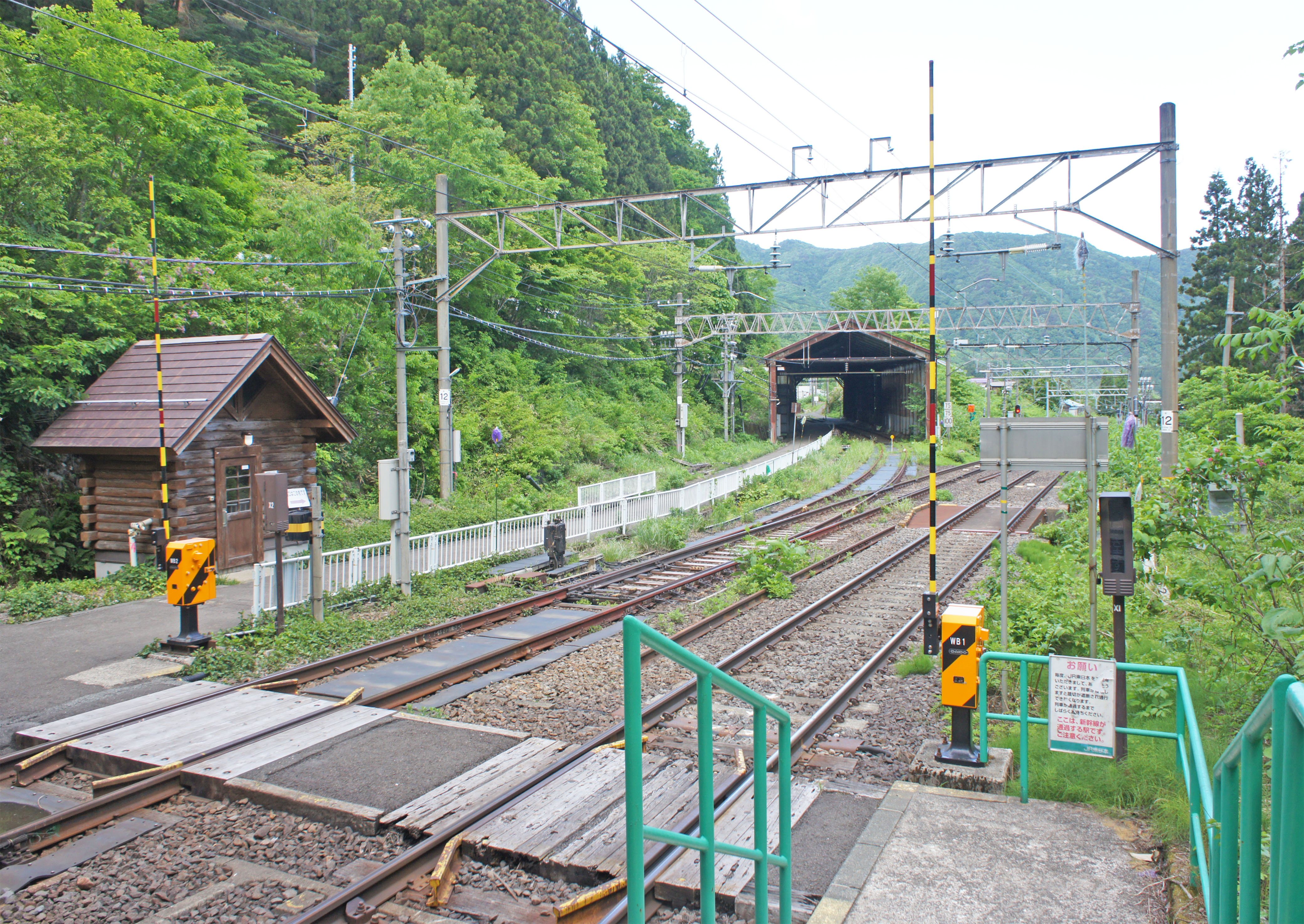
平交道(2022年5月)

車站是一座地面車站，設有2面2線的相對式月台。由於需要保護包括折返式設施（已廢止）等鐵路設備，因此車站設有防雪棚覆蓋。
此站是由米澤站管理的無人車站。

### 月台
| 月台     | 路線    | 上下行 | 方向     |
| -------- | ------- | ------ | -------- |
| 入口側   | ■山形線 | 上行   | 福島方向 |
| 入口對面 | ■山形線 | 下行   | 米澤方向 |

參考
※在資訊上，此站沒有編排月台編號。

## 使用狀況
根據「山形縣」的資料，在2004年度1日平均乘車人次為16人。
| 乘車人次變化 | 乘車人次變化 |
| 年度         | 1日平均人次  |
| ------------ | ------------ |
| 2000         | 28           |
| 2001         | 25           |
| 2002         | 24           |
| 2003         | 19           |
| 2004         | 16           |

## 車站周邊
- 前川
- 板谷郵局
- 山形縣道232號板谷米澤停車場線 - 經過板谷村落，連接板谷站和米澤市
- 山形縣道154號檜原板谷線 - 從國道13號路口，經過板谷村落，連接五色溫泉

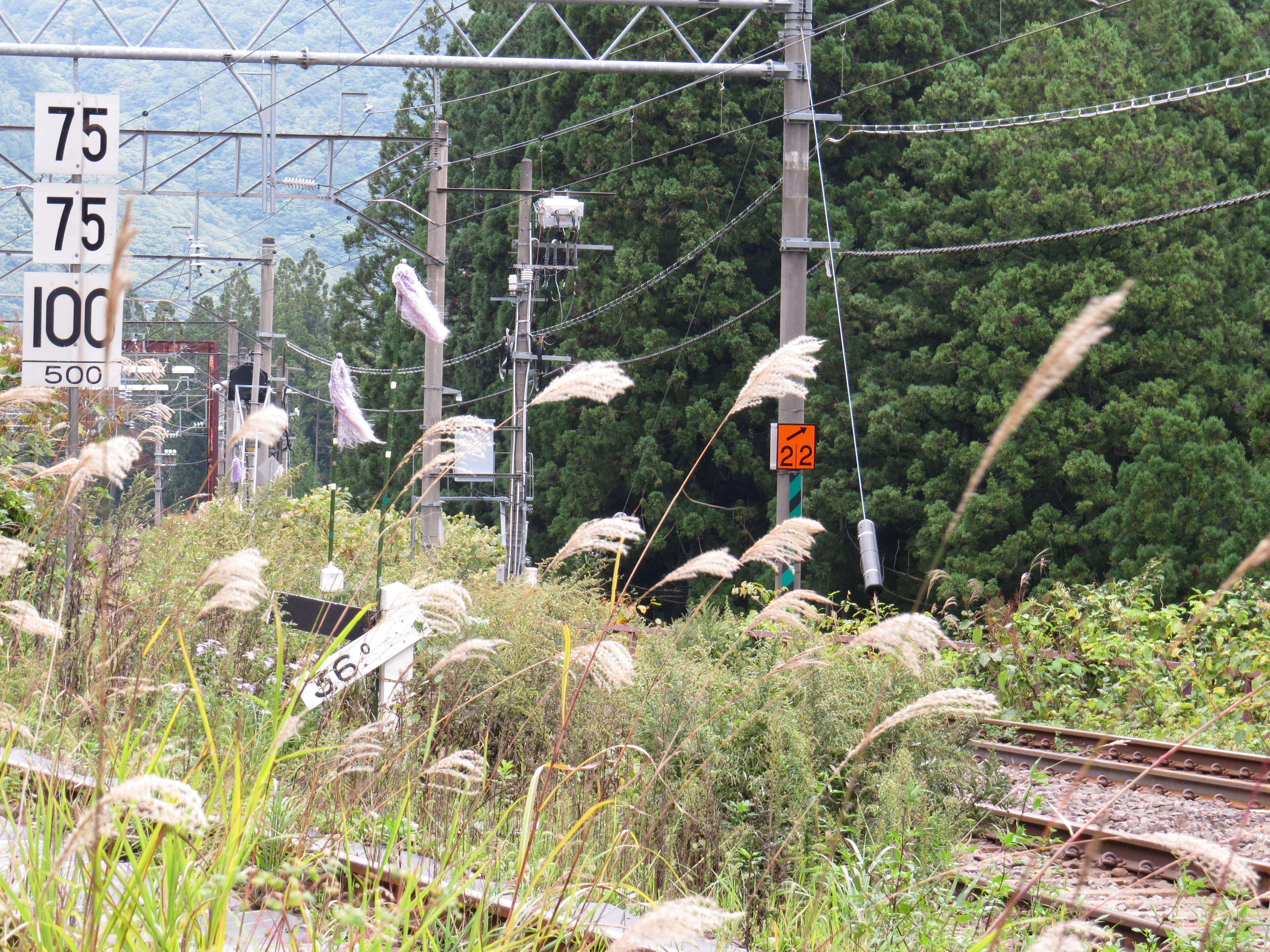
車站附近的36‰斜度標示
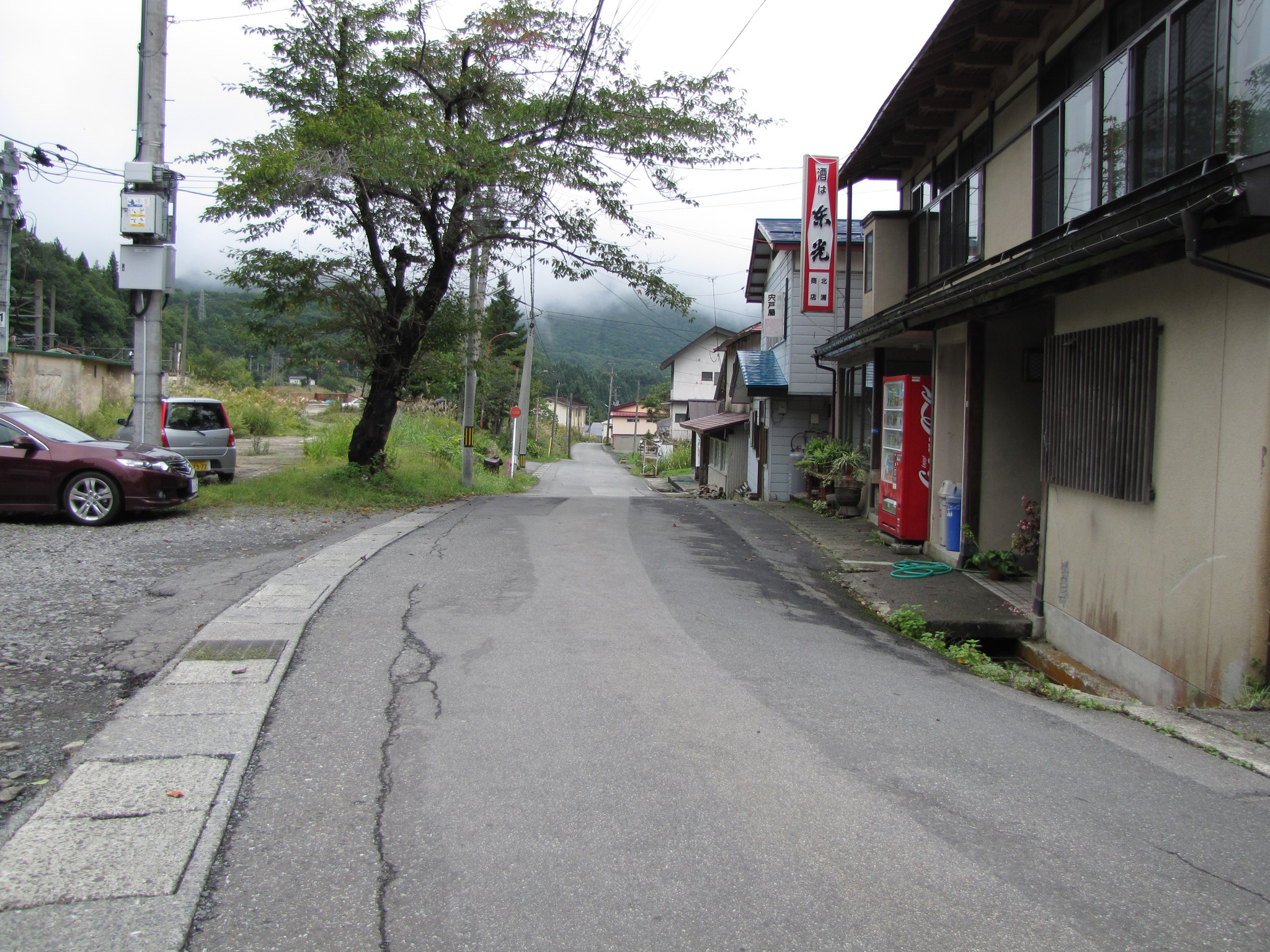
站前（2012年9月29日）

## 相鄰車站
東日本旅客鐵道（JR東日本）
■山形線（奧羽本線）
庭坂－赤岩－板谷－峠

## 注腳
1. ↑  JR東日本:駅構内図 （页面存档备份，存于）（日語）
2. ↑  『山形県の鉄道輸送』平成26年度版 - 山形県 （页面存档备份，存于）（日語）

## 外部連結
- 車站資訊（板谷）：東日本旅客鐵道（日語）